# Therese Bodenburg
Therese Bodenburg, född 1738, död 1793, var en österrikisk skådespelare.
Hon var engagerad vid Burgtheater i Wien 1766 och 1770-1793. Hon var främst uppmärksammad som subrett och därefter som komiska gummor, två rollfack där hon hade stor framgång. Hon var gift med kollegan Johann Franz Brockmann.